# Onze-Lieve-Vrouw ten Hemelopnemingkerk (Vogelenzang)
De Onze-Lieve-Vrouw ten Hemelopnemingkerk is een rooms-katholieke kerk aan de Kerkweg 1 in Vogelenzang, bij Bloemendaal.

## Gebouw
De kerk werd gebouwd in 1858-1861 op initiatief van pastoor mgr. dr. Th. Borret. De architecten Theo Molkenboer en Pelzer uit Kleef ontwierpen een eenbeukige kruiskerk in vroege neogotische stijl. De eerste steen werd op 2 september 1858 gelegd door de bisschop van Haarlem, mgr. Van Vree. De inwijding vond plaats op 24 september 1861 door zijn opvolger, mgr. Wilmer. 
Het kerkgebouw is 45 meter lang, 24 meter hoog en 10,5 meter breed. De toren is 55 meter hoog, hij heeft een vierkantige onderbouw en een achthoekige bovenbouw. Kenmerkend voor deze periode zijn de gestukadoorde houten kruisribgewelven.
Op 11 november 1870 werd de kerk bezocht door koningin Sophia, de eerste echtgenote van koning Willem III. In het kerkportaal is een marmeren gedenksteen aangebracht.

## Interieur
Mgr. Borret liet in Engeland de groene wandtegels maken om de akoestiek te bevorderen.
In 1945 plaatsten de Duitsers V1-lanceerinstallaties in Vogelenzang. Het dorp werd daarom ontruimd en de katholieke gemeenschap richtte een noodkerk in Bennebroek in, die bij een geallieerd bombardement werd verwoest. Een van de in Vogelenzang afgevuurde V1 ontplofte kort na de start achter de Kerk van Onze-Lieve-Vrouw ten Hemelopneming, waarbij de gebrandschilderde ramen in het priesterkoor werden verwoest. Deze werden na de oorlog door gebrandschilderde ramen vervangen.

### Klokken
In de toren hangt een luidklok, die in 1664 werden gemaakt door Pieter en François Hemony. Deze klok heeft een diameter van 105 cm en werd samen met een kleinere klok uit 1820  door de Duitse bezetter gevorderd en naar Duitsland overgebracht. Tijdelijk werden toen lege zuurstofcilinders als klok gebruikt. Na de oorlog werd de grote klok uit 1664 teruggevonden en op 21 maart 1946 weer in de toren gehangen. De kleine klok werd nooit teruggevonden.

### Orgel
Het orgel werd gemaakt door de Vereenigde Kerkorgelfabrieken in Aalten. Het liep ook schade op toen genoemde V1 ontplofte. In 1960 werd het orgel iets naar achteren geplaatst en werd onder meer de kas aan de bovenkant dicht gemaakt. Deze afdichting werd ongeveer 35 jaar later weer verwijderd en vervangen door een klankbord.

## Kerkhof
Het kerkhof werd in 1900 in gebruik genomen.